# Xã Neely, Quận Butler, Missouri
Xã Neely (tiếng Anh: Neely Township) là một xã thuộc quận Butler, tiểu bang Missouri, Hoa Kỳ. Năm 2010, dân số của xã này là 1.126 người.